# DRAXIN
DRAXIN (англ. Dorsal inhibitory axon guidance protein) – білок, який кодується однойменним геном, розташованим у людей на 1-й хромосомі. Довжина поліпептидного ланцюга білка становить 349 амінокислот, а молекулярна маса — 38 650.
| 10         |  | 20         |  | 30         |  | 40         |  | 50         |
| ---------- |  | ---------- |  | ---------- |  | ---------- |  | ---------- |
| MAGPAIHTAP |  | MLFLVLLLPL |  | ELSLAGALAP |  | GTPARNLPEN |  | HIDLPGPALW |
| TPQASHHRRR |  | GPGKKEWGPG |  | LPSQAQDGAV |  | VTATRQASRL |  | PEAEGLLPEQ |
| SPAGLLQDKD |  | LLLGLALPYP |  | EKENRPPGWE |  | RTRKRSREHK |  | RRRDRLRLHQ |
| GRALVRGPSS |  | LMKKAELSEA |  | QVLDAAMEES |  | STSLAPTMFF |  | LTTFEAAPAT |
| EESLILPVTS |  | LRPQQAQPRS |  | DGEVMPTLDM |  | ALFDWTDYED |  | LKPDGWPSAK |
| KKEKHRGKLS |  | SDGNETSPAE |  | GEPCDHHQDC |  | LPGTCCDLRE |  | HLCTPHNRGL |
| NNKCFDDCMC |  | VEGLRCYAKF |  | HRNRRVTRRK |  | GRCVEPETAN |  | GDQGSFINV  |

A: Аланін

C: Цистеїн

D: Аспарагінова кислота

E: Глутамінова кислота

F: Фенілаланін

G: Гліцин

H: Гістидин

I: Ізолейцин

K: Лізин

L: Лейцин

M: Метіонін

N: Аспарагін

P: Пролін

Q: Глутамін

R: Аргінін

S: Серин

T: Треонін

V: Валін

W: Триптофан

Кодований геном білок за функцією належить до білків розвитку. 
Задіяний у такому біологічному процесі, як сигнальний шлях Wnt. 
Секретований назовні.